# L'angelo della strada
 L'angelo della strada (Street Angel) è un film del 1928 diretto da Frank Borzage, basato sull'opera teatrale Lady Cristillinda di Monckton Hoffe. Girato muto, venne sonorizzato con il sistema monofonico Movietone, aggiungendo una colonna sonora musicale e degli effetti sonori.

## Trama
Napoli. Il dottore prescrive alla mamma di Angela, gravemente malata, alcuni medicinali urgenti. Il problema è che Angela e la mamma non hanno una lira per acquistarli. Di fronte agli strazianti lamenti della madre, Angela, che sta guardando fuori dalla finestra - dove vede una prostituta offrirsi al cliente - ha un'idea. Si precipita quindi in strada, e cerca di adescare alcuni uomini, nel tentativo di racimolare qualche danaro; invano. Poi vede un invitante gruzzolo di banconote depositate, come resto per un avventore, sul bancone di un bar. Non fa tempo a mettervi la mano sopra che un carabiniere, che l'aveva seguita, l'arresta.
Angela, dopo un extraveloce processo, viene sentenziata ad un anno di carcere, per furto e adescamento. In brevissimo tempo tuttavia riesce ad evadere, torna dalla madre, ma è troppo tardi, e la trova morta. Ricercata dalle forze dell'ordine riesce ad eluderle grazie alla compiacenza del direttore di un circo ambulante, Masetto, che la nasconde. Angela quindi si riunisce al circo, che inizia le sue deambulazioni sul territorio: il suo ruolo è quello di acrobata. Un pittore e intrattenitore ambulante, Gino, si riunisce, in un modo o nell'altro, alla carovana, mentre dipinge un ritratto della ragazza. Fra Angela e Gino si sviluppa una storia d'amore. Ma quando Angela, in seguito ad un incidente, si frattura la caviglia, il loro ruolo nel circo viene meno, e la coppia lascia l'impresa.
Angela e il fidanzato si stabiliscono di nuovo nella metropoli partenopea, dove Gino ha maggiori possibilità di essere ingaggiato come artista: essi vanno ad abitare due stanze adiacenti. Ben presto la situazione economica della coppia precipita, rasentando la fame. Diversi creditori sono loro alle calcagna, compresa la padrona di casa – che lamenta la loro incapacità di pagare l'affitto in tempo, specie se comparata con la puntualità di una loro vicina, la prostituta Lisetta, che, tra l'altro, ha messo gli occhi su Gino.  Quest'ultimo, incalzato dagli eventi, vende il ritratto di Angela, sottoprezzo, ad un truffatore, che lo affiderà ad un falsario che, dopo alcune facili modifiche – ad esempio l'apposizione di un'aureola - , alla fine riuscirà a venderlo, con grande profitto, spacciandolo ad un ecclesiastico come un'opera antica: la contraffazione viene ad adornare un altare di una chiesa.
Un evento inaspettato cambia repentinamente in meglio le sorti di Gino: viene ingaggiato per dipingere il grande affresco all'interno del teatro San Carlo. Quella stessa sera egli torna a casa con una profusione di prelibate vettovaglie, che ha acquistato soltanto con gli anticipi del suo cachet. Ed altri soldi, ancora, avanzano. I due non fanno in tempo a predisporre le delicatessen sul tavolo imbandito che un carabiniere – l'ordine non aveva infatti smesso di ricercare l'evasa - non bussa alla porta e prende in custodia Angela, senza che Gino se ne avveda. La giovane ottiene dall'ufficiale, condiscendente - che aspetterà fuori dalla porta -, un'ora di tempo da passare con Gino prima di essere arrestata, e rientra in casa. È un'ora di estasi, nella quale Gino sciorina i progetti per il futuro della coppia: matrimonio (da celebrarsi l'indomani), felicità, figli. Ma è anche un'ora di tormento per Angela, col groppo alla gola. Al termine del lasso di tempo stabilito, Angela spedisce Gino a letto nella camera di lui, ed esce consegnandosi alla giustizia.
La mattina dopo Gino non trova l'amata; chiede a tutti, ma nessuno sa rispondere.
Lisetta, a sua volta, era stata incarcerata, e in prigione aveva incontrato Angela; al loro rilascio, tempo dopo, ella – che non ha mai smesso di tentare di concupire Gino - è la prima ad incontrarlo e a raccontargli sadicamente la vera storia di Angela e i suoi capi d'accusa. Gino inizialmente non crede al racconto, poi, sentendosi tradito ed ingannato, insorge in lui una repulsione verso il sesso femminile, ed un desiderio di vendetta. Egli afferma che, se un tempo aveva ritratto una ragazza apparentemente ordinaria cercando di infondere nella tela il nobile afflato interiore che aveva scorto nella sua anima, da allora in poi avrebbe, viceversa, ritratto l'angelico aspetto esteriore di una donna solo per metterne a nudo l'interiore anima nera ed ingannatrice. Per questo motivo egli si reca seduta stante al porto, alla ricerca di belle prostitute che potessero fungere da modelle.
Angela intanto, uscita di prigione, aveva innanzitutto cercato di rintracciare Gino presso la loro precedente abitazione, senza riscontri. Poi si era recata al San Carlo, dove aveva appreso che Gino era stato esonerato dalla commissione per l'affresco, essendosi rivelato incapace di assolvere i propri doveri (l'abbandono da parte di Angela gli aveva infatti affievolito e sin'anche distrutto la vena creatrice).
Nelle nebbie del porto di Napoli, quella notte, Angela condivide qualche pietanza con altri compassionevoli senzatetto. Gino la incontra, e non ha intenzioni buone. È aggressivo. La donna fugge, e si ripara in una chiesa. Davanti ad un altare laterale della chiesa Gino sta per strangolare Angela, quando i suoi occhi cadono sulla tela che orna l'abside della cappelletta: si tratta del ritratto che egli aveva fatto ad Angela tempo prima, ora abilmente camuffato come un lavoro antico. Egli probabilmente non lo riconosce come opera propria, ma alla sua vista si ravvede, riconosce nell'angelo ritratto la forza spirituale e la rettitudine della sua Angela, e si riconcilia con lei.

## Produzione
Il film fu prodotto dalla Fox Film Corporation.
Le riprese sono state realizzate fra ottobre e dicembre del 1927. Gli esterni sono stati girati all'isola di Santa Catalina (California).

## Distribuzione
Distribuito dalla Fox Film Corporation, il film fu presentato da William Fox al Globe Theatre di New York il 9 aprile 1928, uscendo nelle sale cinematografiche degli Stati Uniti il 19 agosto.
In Italia il L'angelo della strada è uscito nel 1929.
Il film ha avuto diverse edizioni in DVD: quella del 2011 a cura della Ermitage (ERM481) è dotata di sottotitoli italiani.
Un restauro in 4K del film è stato eseguito nel 2019 dalla 20th Century Fox in collaborazione con il MoMA di New York, a partire da copie nitrato presenti nello stesso museo.

## Accoglienza
Mordaunt Hall, sul New York Times del 10 aprile 1928, rilevava che : "Mai la macchina da presa è stata impiegata così efficacemente ed artisticamente come in questo caso, perché sullo sfondo oscuro di Napoli si stagliano le incantevoli ombre, le antiche arcate suggestive, le sottili ringhiere di ferro su scalini consumati, e in molte scene aleggia una soffice nebbia nella quale i personaggi scompaiono lentamente."
Su The Film Daily del 15 aprile 1928 possiamo leggere: "Meraviglioso film, perfettamente adeguato – come pochi film lo sono - sia dal punto di vista commerciale che artistico. Dotato di attrattiva per chiunque, sicuramente soddisferà il pubblico con la sua estrema piacevolezza."
In Italia gli organi addetti alla censura cinematografica, nel novembre del 1928, avevano permesso la diffusione del film, provocando le ire di Mussolini, che giunse a sciogliere il comitato di censura. I critici, d'accordo con il duce, lamentavano la distorsione dei modi di vita italiani presente a loro parere in L'angelo della strada, e l'improbabilità delle scene in cui il golfo di Napoli è avvolto nelle nebbie. Il quotidiano "Solco fascista" raccontò nel gennaio 1929 che un drappello di marinai italiani sbarcati dalla nave militare "Libia", attraccata a Shanghai, si recò in un cinematografo della città cinese ove si proiettava "L'angelo della strada"; oltraggiati da alcune scene del film, i marinai entrarono nella cabina di proiezione, si impadronirono della "pizza", tagliarono la scena o le scene che li avevano fatti imbufalire e le bruciarono in istrada, tornandosene poi alla nave. A detta del quotidiano, le autorità di Shanghai e i gestori del cinema acconsentirono a omettere nelle successive proiezioni le scene contestate .
In tempi più recenti, lo scrittore e critico cinematografico Edoardo Peretti ritiene che "Street Angel pare avere una concezione dei sentimenti e della felicità, per così dire, fatalista a livello strettamente terreno, dove pare inevitabile scontare la propria condizione di partenza più che i propri errori, e che trova il proprio compimento ad un livello più spirituale e metafisico. (…) Inoltre, a livello stilistico, il film di Borzage, dialogando con le suggestioni dell'espressionismo e del racconto gotico, talvolta assomiglia ad un film di fantasmi, trovando così un altro contatto con una dimensione diversa da quella contingente e concreta." 

## Riconoscimenti
L'angelo della strada è stato incluso fra i 10 migliori film da The Film Daily e dal New York Times nel 1928.
A Janet Gaynor è stato assegnato il Premio Oscar del 1929 come miglior attrice, per la recitazione in L'angelo della strada, Settimo cielo e Aurora (questi ultimi entrambi del 1927). Il film avrebbe ricevuto nel 1930 ulteriori nomination all'Oscar per la migliore scenografia e la migliore fotografia; in tal modo L'angelo della strada è uno dei due soli film di lingua inglese ad aver ricevuto nominations agli Oscar in due diversi anni (l'altro è L'escluso, candidato nel 1949 all'Oscar al miglior documentario e nel 1950 per i migliori soggetto e sceneggiatura).

## Influenza culturale
Il regista cinese Yuan Muzhi ha realizzato nel 1937, ispirandosi a L'angelo della strada, il film 馬路天使 (titolo inglese Street Angel), ambientato a Shanghai.